# Onciale 0183
- Papyrus
- Onciale
- Minuscules
- Lectionnaire

Le Codex 0183, portant le numéro de référence 0183 (Gregory-Aland), est un manuscrit du Nouveau Testament sur parchemin écrit en écriture grecque onciale.

## Description
Le codex se compose d'une folio. Il est écrit en une colonne, de 28 lignes par colonne. Les dimensions du manuscrit sont 26 × 16 cm. Les paléographes datent ce manuscrit du VIIe siècle,.
C'est un manuscrit contenant le texte incomplet de la Première épître aux Thessaloniciens (3,6-9; 4,1-5). 
Le texte du codex représenté est de type alexandrin. Kurt Aland le classe en Catégorie III. 
Lieu de conservation
Il est actuellement conservé à la Bibliothèque nationale autrichienne (Pap. G. 39785) de Vienne.